# Fletch Wiley
Fletch Wiley is een Amerikaans componist, arrangeur, trompettist, flügelhornist, fluitist en musicus.

## Leven
Wiley ging aan de Garfield School, in West Seattle en later aan de Shorecrest High School en speelde destijds (1964-1966) bij de muziekgroep The Bishops in West Seattle, Washington als trompettist mee. Hij studeerde muziek aan de Universiteit van Noord-Texas in Denton, waar hij zijn Bachelor of Music behaalde en aan de Yale-universiteit in New Haven, Connecticut. Verder studeerde hij op cursussen tijdens het Aspen Music Festival en de Stan Kenton Jazz Clinics. 
Sinds meer dan 30 jaar werkt hij als componist, arrangeur, producent en musicus (instrumentalist) in de Verenigde Staten, samen met bekende andere musici, met Abraham Laboriel, Alex Acuña, Bill Maxwell, Marty McCall en Andráe Crouch, maar ook in Azië en Europa. Hij was van 1993 tot 2000 directeur van Worship and the Arts, Vineyard Christian Fellowship in Houston, Texas, van 2001 tot 2005 werkte hij als directeur voor instrumentale muziek aan de McLean Bible Church in McLean, Virginia en tegenwoordig is hij Minister of Music aan de Capital Church, Washington D.C.
Samen met zijn echtgenote Kathryn, een schrijfster, heeft hij een zoon, Gabriel Wiley, en een dochter, Tess Wiley. Gabriel heeft als drummer gespeeld in rockbands als Mineral, Pop Unknown en Kissing Chaos. Tess is een succesvol zangeres.

## Composities

### Werken voor harmonieorkest
- Dance Tuit
- Thinking of You
- Urban Reel

### Kamermuziek
- Brother Sun, Sister Moon
- Redeemer
- The Art of Praise, voor fluit en gitaar
- Get Together, voor fluit en contrabas